# Kap Blisnezow
Kap Blisnezow (russisch Мыс Близнецов Mys Blisnezow, deutsch ‚Zwillingskap, Kap der Zwillinge‘) ist ein Kap an der Küste des Enderbylands in Ostantarktika. Es liegt am Nordrand der Thala Hills in einer Entfernung von 5,5 km östlich der russischen Molodjoschnaja-Station.
Luftaufnahmen entstanden 1956 im Rahmen der Australian National Antarctic Research Expeditions und 1957 bei einer sowjetischen Antarktisexpedition. Wissenschaftler letzterer Forschungsreise nahmen auch die Benennung vor. Namensgeber ist offenbar das Sternbild Zwillinge.